# Lan Jiang
Lan Jiang (кит. 蓝鲸) — самоходный плавучий кран-трубоукладчик. Принадлежит Китайской национальной шельфовой нефтяной корпорации (CNOOC) — национальной нефтяной компании Китая, через её дочернюю компанию CNOOC Limited, зарегистрированную в Гонконге. Является одним из шести тяжелых плавучих кранов-трубоукладчиков, принадлежащих CNOOC, а именно HYSY201, HYSY 202, Lan Jiang, Blue Whale, Binhai 108, Binhai 109.

## История
Построен в сентябре 1990 года на японской верфи Namura Shipbuilding Co, как Sanko Pioneer, нефтяной танкер класса VLCC. Первый собственник — Sanko SS Co.
Продан компании Teekay Shipping Canada в 1997 м году и переименован в Torres Spirit. В 2005 м году приобретен китайской компанией Shanghai Zhenhua Sg Co Ltd и переименован в Zhen Hua 15. Был переоборудован в плавучий кран-трубоукладчик и введен в состав флота CNOOC в мае 2008 года под названием Lan Jiang. В качестве плавучего крана и трубоукладчика принимал участие в многочисленных проектах по всему миру, включая монтаж некоторых из крупнейших нефтяных вышек в мире, строительство некоторых из крупнейших мостов Китая, а также прокладку морских трубопроводов.

## Техническое описание
- Длина судна — 242 м
- Ширина — 42 м
- Высота — 20 м
- Дедвейт 65 473 т
- Осадка — 13,6 м[4].

Судно оснащено трубосварочной линией и складской площадкой для труб, расположенными на главной палубе, и стрингером на корме.
Тяжелый подъемный кран имеет грузоподъемность 3800 тонн в фиксированном положении, и 2500 тонн — в поворотном режиме.
В жилых помещениях могут разместиться до 280 рабочих и моряков.
В качестве трубоукладчика способен укладывать морские трубопроводы из труб с бетонным покрытием, диаметром от 4 до 48 дюймов на глубине до 150 метров.